# 沙勒芒
沙勒芒（法語：Challement，法語發音：[ʃalmɑ̃]）是法国涅夫勒省的一个市镇，属于克拉姆西区。

## 地理
沙勒芒（47°18'53"N, 3°35'16"E）面积9.52 平方千米，位于法国勃艮第-弗朗什-孔泰大區涅夫勒省，该省份为法国中部省份，北至约讷省，西北接卢瓦雷省，西接谢尔省，南至阿列省，东南接索恩-卢瓦尔省，东临科多尔省。
与沙勒芒接壤的市镇（或旧市镇、城区）包括：利镇、阿南、迪罗勒、热尔默奈、塔隆。

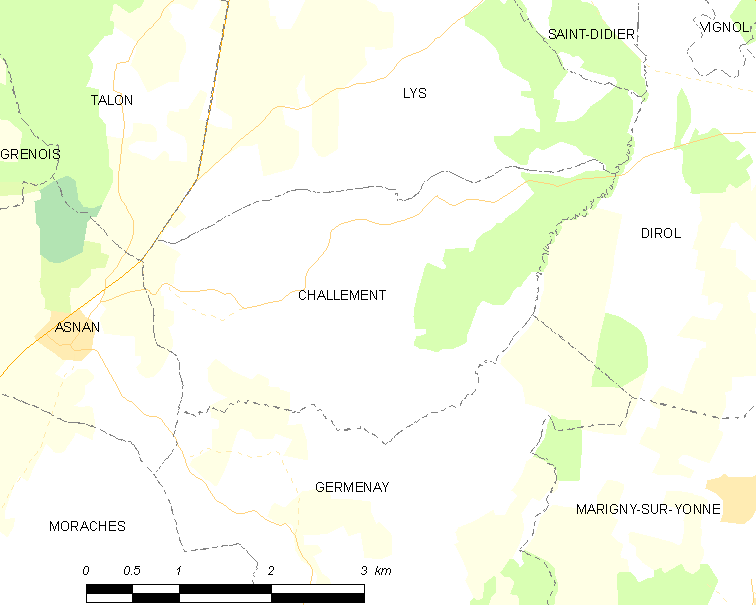
沙勒芒的OSM定位图

沙勒芒的时区为UTC+01:00、UTC+02:00（夏令时）。

## 行政
沙勒芒的邮政编码为58420，INSEE市镇编码为58050。

## 政治
沙勒芒所属的省级选区为科尔比尼县。

## 人口

1962-2008年间沙勒芒人口变化图示

沙勒芒于2022年1月1日时的人口数量为45人。